# 瓦列里·留明
瓦列里·维克托罗耶维奇·留明（俄语：Валерий Викторович Рюмин，1939年8月16日—2022年6月6日），苏联及俄罗斯宇航员，曾两次获得苏联英雄荣誉称号。他的第二任妻子叶莲娜·孔达科娃也是宇航员。

## 生平
1939年生于哈巴罗夫斯克边疆区阿穆尔河畔共青城。1958年毕业于加里宁格勒机械技术学校。1958年11月至1961年7月，在苏联武装力量坦克部队服役，驻阿塞拜疆苏维埃社会主义共和国。1961年就读于莫斯科林业工程学院（梅季希）。1965年11月进入第一试验设计局工作，历任实习技术员、工程师、高级工程师。期间参与了绕月飞行的联盟7K-L1号电子系统测试工作，多次被任命为测试组长和技术组长。1973年入选苏联宇航员队伍。
1977年10月9日至11日，他作为飞行工程师，与指令长科瓦廖诺克乘坐联盟25号飞船进行了首次太空飞行。原计划应与礼炮6号空间站对接，但是由于自动对接装置故障而提前结束任务。
1979年2月25日，他作为飞行工程师，与指令长利亚霍夫乘坐联盟32号飞船升空，成功与礼炮6号空间站对接。两人在太空停留了175天，打破了之前139天的纪录。他们在8月15日进行了一次舱外活动，并于8月19日乘坐联盟34号返回地面。
1980年4月9日，他作为飞行工程师，与指令长波波夫执行礼炮6号空间站第4次远征任务。两人在太空停留了近185天，打破了新的太空纪录。在这185天里，还有4组宇航员到访了空间站，其中包括国际宇航员计划的匈牙利人法尔卡什·拜尔陶隆、越南人范遵和古巴人阿纳尔多·塔马约·门德斯。10月11日乘坐联盟37号成功返回地球。
1986年6月至2009年，担任能源科研生产联合公司（1994年改称科罗廖夫能源火箭航天集团）副总设计师。1994年10月至1998年10月，担任航天飞机-和平号计划俄方负责人。1997年7月，应美国国家航空航天局的邀请，加入STS-91任务组。1997年9月至1998年6月，在美国约翰逊航天中心接受培训。1998年6月2日至12日，作为发现号航天飞机STS-91的任务专家，与指令长普里克特等成员一起，进行了自己的第四次太空飞行任务。
2022年6月6日逝世。6月9日葬于联邦军人纪念公墓。

## 统计
| # | 发射载具 | 发射时间（UTC） | 对接空间站    | 着陆载具 | 着陆时间（UTC） | 时长总计              | 舱外活动次数 | 舱外活动时长 |
| - | -------- | --------------- | ------------- | -------- | --------------- | --------------------- | ------------ | ------------ |
| 1 | 联盟25号 | 1977年10月9日   | 不適用        | 联盟25号 | 1977年10月11日  | 2天00小时44分钟45秒   | 0            | 0            |
| 2 | 联盟32号 | 1979年2月25日   | 礼炮6号空间站 | 联盟34号 | 1979年8月19日   | 175天00小时35分钟37秒 | 1            | 1小时23分钟  |
| 3 | 联盟35号 | 1980年4月9日    | 礼炮6号空间站 | 联盟37号 | 1980年10月11日  | 184天20小时11分钟     | 0            | 0            |
| 4 | STS-91   | 1998年6月2日    | 和平号空间站  | STS-91   | 1998年6月12日   | 9天19小时55分钟       | 0            | 0            |
|   |          |                 |               |          |                 | 371天17小时26分钟     | 1            | 1小时23分钟  |

舱外活动统计
| # | 日期（UTC）   | 同伴                | 持续时长    |
| - | ------------- | ------------------- | ----------- |
| 1 | 1979年8月15日 | 弗拉基米尔·利亚霍夫 | 1小时23分钟 |

## 社会兼职
- 苏联人民代表大会代表（1989年－1991年）

## 荣誉

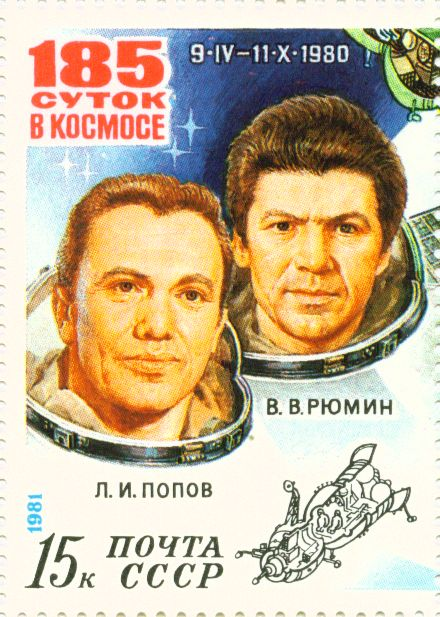
1981年苏联邮票：波波夫（左）和留明（右）

- 苏联英雄（1979年8月19日、1980年10月11日）
- 四级祖国功勋勋章（1999年7月1日）
- 列宁勋章（1977年11月15日、1979年8月19日、1980年10月11日）
- 太空探索優異獎章（2011年4月12日）[10]
- 苏联国家奖（1984年）
- 匈牙利人民共和国英雄（1980年）
- 古巴共和国英雄（1980年）
- 越南劳动英雄（1980年）
- 胡志明勳章（1980年）
- 哈萨克斯坦二级友谊勋章（2001年）
- 拜科努尔荣誉市民（1979年）[11]